# چالامپایک کولام
چالامپایک کولام (به لاتین: Chaalampaik Kulam) یک منطقهٔ مسکونی در سری‌لانکا است که در استان شمالی (سری‌لانکا) واقع شده‌است.